# Idiocera (Euptilostena) dampfiana
Idiocera (Euptilostena) dampfiana is een tweevleugelige uit de familie steltmuggen (Limoniidae). De soort komt voor in het Neotropisch gebied.